# Wellenleiter
Ein Wellenleiter (englisch waveguide) ist ein inhomogenes Medium, das durch seine physikalische Beschaffenheit eine Welle so bündelt, dass sie darin als Wanderwelle geführt wird.

Beispiel eines Wellenleiters (Hohlleiter)

## Wellenleiter für elektromagnetische Wellen

### Kabelform
Ein Wellenleiter kann (symmetrisch) aus einer Bandleitung aus zwei Litzen oder starren Drähten bestehen, teilweise auch in einem gemeinsamen Schirm, oder asymmetrisch aus einem Koaxialkabel. Diese Kabel sind zur Übertragung hoher Frequenzen im VHF(Ultrakurzwelle)- und UHF(Dezimeterwelle)-Bereich geeignet. Leiterquerschnitt und Isolierstoff beeinflussen die Dämpfung pro Länge. Je dünner das Kabel, desto höher ist in der Regel die Dämpfung. Knickstellen und Quetschungen, welche die Kabelgeometrie verändern, verursachen Reflexionen und/oder Abstrahlung.
Anwendung: Antennenkabel für Funksender und -empfänger, Übertragung von Hochfrequenzleistungen bis in den UKW-Bereich; üblich bis 1 GHz, für manche Anwendungen bis zu 10 GHz je nach Anwendung. Für noch höhere Frequenzen werden Hohlleiter verwendet.

### Eindraht-Wellenleitung
Auch auf einem einzelnen Draht kann sich eine elektromagnetische Welle ausbreiten. In einem Bereich von ca. 1/2 Wellenlänge um die Leitung dürfen sich jedoch keine dämpfenden oder leitenden Materialien befinden. Auch darf die Leitung keine Knicke aufweisen. Daher ist diese sehr verlustarme Art der Übertragung auf wenige Anwendungsfälle beschränkt: Früher versorgte man abgelegene Orte mit einer solchen, durch die ganze Siedlung führenden Leitung und ermöglichte bei geringer Sendeleistung Fernsehempfang – die Teilnehmer mussten nur ihre Antennen in die Nähe dieser Leitung bringen. Dazu befand sich idealerweise eine leistungsfähige Empfangsanlage auf einem geeigneten erhöhten Standort. Von dieser wurde dann mit einer Goubau-Leitung über mehrere Kilometer hinweg das eigentliche Empfangsgebiet versorgt. Die Speisung und auch der reflexionsfreie Abschluss einer solchen Leitung erfolgt mit einem koaxialen Exponentialtrichter, der jedoch in Skelettbauweise auch nur aus mehreren Stäben bestehen kann.

### Rohrform

Komponente des elektrischen Feldes der TE31-Mode in einem Hohlleiter.

Hohlleiter sind Metallrohre ohne Innenleiter mit rechteckigem, kreisförmigem oder elliptischem Querschnitt. Sie werden für höchste Frequenzen und Leistungen verwendet. Der Innenquerschnitt muss bestimmte Mindestmaße aufweisen, die von der größten zu übertragenden Wellenlänge abhängen. Metallische Gegenstände darin verursachen eine Fehlanpassung, wodurch sogar eine Beschädigung der Innenwände durch Überschläge herbeigeführt werden kann. Metallische Hohlleiter können durch ein Koaxialkabel, dessen Innenleiter in den Hohlleiter ragt, gespeist werden. Die Wellen sind im Metallhohlkörper „gefangen“ und breiten sich entlang des Leiters ab der Einkopplung bis zum Austritt verlustarm und ohne Einfluss von bzw. nach außen aus. Es gibt jedoch auch dielektrische „Hohlleiter“, bei denen die Welle wie in einem Lichtleitkabel geführt wird.
Metallische Hohlleiter werden im SHF-Frequenzbereich für hohe Leistungen verwendet. Für die Speisung ist daher meist ein Magnetron zuständig, welches oft selbst bereits einen Hohlleiterflansch besitzt.
Die Breite eines Rechteck-Hohlleiters muss größer als λ/2 sein, damit sich darin elektromagnetische Wellen über größere Entfernungen ausbreiten können. Bei kreisförmigem Querschnitt gilt grob, dass der Umfang größer als die Wellenlänge λ sein muss. Das begrenzt auch die Verwendbarkeit von Koaxialkabel bei sehr hohen Frequenzen, weil dann unerwünschte Hohlleitermoden auftreten können. Häufigste Anwendung sind: Radargerät und Mikrowellenherd.

### Streifenleiter

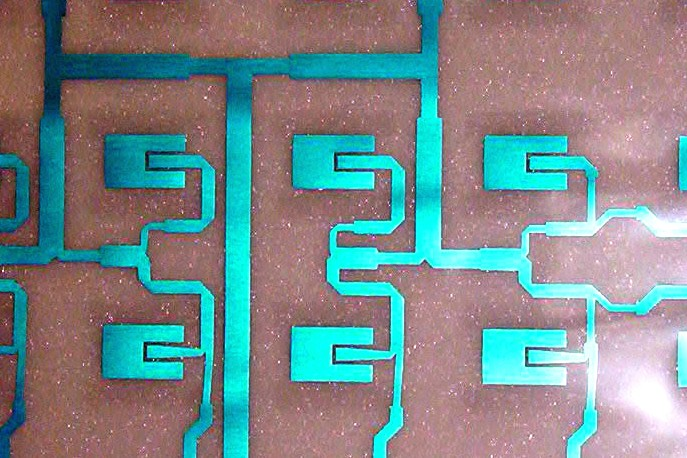
Streifenleitungen zur Impedanz- und Laufzeitanpassung

Wellenleiter können auch planar (flächig) als Streifenleitung (englisch strip line, microstrip line) ausgeführt sein, zum Beispiel als Mikrostreifen- oder Koplanarleiter. Dabei werden dünne Metallfilme auf nichtleitende (dielektrische) Materialien aufgebracht. Solche Leitungen finden sich zum Beispiel auf Leiterplatten für höchste Frequenzen (z. B. in Satelliten-Empfangsgeräten (LNBs)) und werden bei Strip-line-Antennen (auch als Panelantenne oder flat panel antenna bezeichnet) und manchen Wendelantennen verwendet.

## Weitere Wellenleiter

### Optik
Lichtwellenleiter (LWL) bzw. Lichtleitkabel werden zur Datenübertragung, als Faserlaser, zur flexiblen Fortleitung von Laserstrahlung oder zu Beleuchtungs- bzw. Dekorationszwecken benutzt. Daneben gibt es in der integrierten Optik Wellenleiter in Substratmaterialen, die z. B. durch Dotierung erzeugt werden.

### Schall

#### Wellenleitereffekt im Ozean
Im Ozean funktioniert das Schallgeschwindigkeitsminimum, das in subpolaren Regionen in ca. 200 m, in subtropischen in ca. 1200 m Tiefe auftritt, als Wellenleiter. Dies wird z. B. zur akustischen Datenübermittlung benutzt (Siehe auch SOFAR-Kanal). In der physikalischen Ozeanographie benutzt man diesen Umstand, um Temperaturprofile oder Strömungen zu messen (siehe Akustische Tomographie).
Ebenfalls im Ozean stellt der Äquator einen Wellenleiter dar, an dem entlang sich äquatoriale Kelvinwellen ausbreiten. Dies spielt z. B. beim El-Niño-Phänomen eine wichtige Rolle.

#### Stethoskop
Beim Stethoskop oder auch beim Spielplatztelefon werden Schallwellen in Rohren und Schläuchen geführt.

### Wellenleitereffekt in der Atmosphäre
In der Atmosphäre sind Überreichweiten von Ultrakurzwellen bekannt, die durch Inversionsschichten hervorgerufen werden. Die Funkwellen breiten sich in diesen wie in einem Wellenleiter aus.
Im weiteren Sinne kann auch die Hin- und Herreflexion von Mittel- und Kurzwellen zwischen der Erdoberfläche und der Ionosphäre als Wellenleiter aufgefasst werden. Solche Funkwellen gelangen auf diese Weise um die Erde. Im Bereich zwischen Erdoberfläche und ionosphärischer D-Schicht (kleiner 90 km Höhe) werden  niederfrequente Wellen (kleiner 30 kHz) wie in einem Wellenleiter geführt (ionosphärischer Wellenleiter).